# David Lucieer
David Lucieer (4 mei 1983) is een Nederlands acteur en had rollen in Verliefd op Ibiza en Rokjesdag. Hij is bovendien bekend door z'n rol in Dokter Deen. Ook speelt hij Thijs in de internetserie De Meisjes van Thijs, die later door Comedy Central werd opgepikt.

## Loopbaan
Lucieer studeerde in 2008 af aan de Amsterdamse Toneelschool en Kleinkunstacademie, richting toneel. Voor en tijdens de toneelschool volgde hij vele muziek- en drumlessen. Hij liep stage bij Het Nationale Toneel in As You Like It en bij Annette Speelt in Trojaanse vrouwen.
Daarna speelde Lucieer bij Het Toneel Speelt in De geschiedenis van de familie Avenier deel 1 & 2 van Maria Goos en in Op hoop van zegen van Herman Heijermans. In 2011 was Lucieer bij Orkater te zien zijn in Richard III en in de reprise van de succesvolle oerol-voorstelling Een mond vol zand. Hij speelde bij het Bellevue Lunchtheater De ondergang van, met tg42. Ook was David daar opnieuw te zien, in de voorstelling Niet zo bedoeld van goede vriend Benja Bruijning. In 2011-2012 speelde Lucieer bij Hummelinck Stuurman De Meeuw, het eerste deel van de Tsjechov-trilogie, in regie van Gerardjan Rijnders. In 2013 volgde het derde deel, De kersentuin.
Ondertussen begon Lucieer zich ook steeds meer te richten op film en televisie. Na gastrollen in de series Grijpstra & de Gier en SpangaS kreeg Lucieer in 2009 een rol in de mini-serie Den Uyl en de affaire Lockheed. Ook had hij een hoofdrol in de korte film Met je mooie haren van Rutger Veenstra en een kleine rol in de blockbuster Komt een vrouw bij de dokter. Gevolgd door een eigen sketch-up De Meisjes van Thijs. De meisjes van Thijs was aanvankelijk bedoeld als internetserie, maar werd op het internet zo populair dat de serie, bestaande uit 2,5 minuut durende afleveringen, werden gekocht door Comedy Central.
2012 was een succesjaar voor Lucieer, want hij kreeg een van de rollen in de eerste dramaserie van Omroep MAX genaamd Dokter Deen. De serie wist wekelijks 2 miljoen kijkers te trekken. Ook kreeg Lucieer een van de hoofdrollen in de film Verliefd op Ibiza.
Lucieer was in 2017 te zien in het eerste seizoen van Papadag. In 2020 is hij te zien in het tweede seizoen van deze serie.
In 2020 speelt hij een bijrol in de film Groeten van Gerri van Frank Lammers. Hij speelt de gewelddadige vriend van webcamgirl Chanana. Een rol die wordt gespeeld door zijn vriendin Sanne Langelaar.
Lucieer woont samen met Sanne Langelaar en is vader van twee zoons.

## Filmografie
| Film      | Film                           | Film                 | Film          |
| Jaar      | Productie                      | Rol                  | Opmerkingen   |
| --------- | ------------------------------ | -------------------- | ------------- |
| 2009      | Met je mooie haren             |                      | Korte film    |
| 2009      | Komt een vrouw bij de dokter   | Doktersassistent     |               |
| 2011      | Gooische Vrouwen               | Robert               |               |
| 2013      | Verliefd op Ibiza              | Pim                  |               |
| 2014      | Wonderbroeders                 | Jonge priester       |               |
| 2016      | SneekWeek                      | Agent Marcel         |               |
| 2016      | Rokjesdag                      | Trevor               |               |
| 2017      | Alles voor elkaar              | Gideon               |               |
| 2020      | Groeten van Gerri              | vriend Chanana       |               |
| 2022      | Tot zonsondergang              | vader van Tim        |               |
| 2024      | Buenas Chicas                  | Melvin               |               |
| Televisie |                                |                      |               |
| Jaar      | Productie                      | Rol                  | Opmerkingen   |
| 2007      | Grijpstra & de Gier            | Edward               |               |
| 2009      | SpangaS                        | Flavio               |               |
| 2010      | Den Uyl en de affaire Lockheed | Steve                | Miniserie     |
| 2010-2013 | De Meisjes van Thijs           | Thijs                | Internetserie |
| 2012-2016 | Dokter Deen                    | Paul Verbiest        | Vaste rol     |
| 2014      | In Den Gulden Draeck           | Arko Broek-Hazenberg |               |
| 2014      | Johan - Logisch is anders      | Commentator          |               |
| 2014      | Rechercheur Ria                | Sytze Alkema         |               |
| 2017-2020 | Papadag                        | Thijs                | NPO 3         |
| 2018      | Dokter Deen                    | Paul Verbiest        | Gastrol       |
| 2020      | Sinterklaasjournaal            | Meneer Opdekast      | Gastrol       |
| 2024      | Sinterklaasjournaal            | Meneer de Graaier    | Gastrol       |
| 2024      | Onopgelost                     | Freek                |               |

## Trivia
- In 2017 deed Lucieer mee aan de kennisquiz De Slimste Mens. Hij hield het zeven afleveringen vol, stond eerste in het klassement maar werd in de finale-uitzending uiteindelijk derde achter Paul Jansen en winnaar Sander Schimmelpenninck.